# Nejvyšší rada národní bezpečnosti
Nejvyšší rada národní bezpečnosti (persky شورای عالی امنیت ملی‎) je instituce íránské vlády, v níž jsou zastoupeni všichni vedoucí představitelé státu. Vznikla v roce 1979 (tehdy pod názvem Rada bezpečnosti), v současné podobě existuje po změně ústavy z roku 1989.
V grémiu rady se rozhodují hlavní vnitropolitické a zahraničněpolitické otázky islámské republiky a někdy se lze setkat s názorem, že jde o orgán "nad parlamentem". Všechna usnesení však musí schválit duchovní vůdce, teprve pak mohou být provedena. Vedle prezidenta republiky (Mahmúd Ahmadínedžád) v radě v současnosti zasedá předseda parlamentu (Gholám Alí Haddád Ádil), nejvyšší znalec islámského práva (ájatolláh Mahmúd Hášemí Šáhrudí), náčelník generálního štábu (generálmajor Ataolláh Sálehí), ministr zpravodajské služby (Gholám Husajn Mohsení Edžeí), předseda rady dohlížitelů (ájatolláh Ahmad Džannátí), ministr vnitra (Mustafa Púr-Mohammadí), ministr zahraničí (Manúčehr Mottakí), ministr obrany (generálmajor Mustafa Nadžár) a další politikové včetně dvou zástupců duchovního vůdce Alího Chameneího. Celkem má rada 20 členů.